# Abrochocis esperanza
Abrochocis esperanza är en fjärilsart som beskrevs av William Schaus 1911. Abrochocis esperanza ingår i släktet Abrochocis och familjen björnspinnare. Inga underarter finns listade i Catalogue of Life.